# Fuochi d'artificio (antologia)
Fuochi d'artificio è un'antologia di racconti di Angela Carter. Fu pubblicato per la prima volta nel Regno Unito nel 1974 da Quartet Books Ltd. Molti dei racconti contenuti in questa raccolta si basano sull'esperienza della Carter in Giappone, dove visse dal 1969 al 1971. Questa fase della sua vita è considerata un punto di svolta per quanto riguarda la sua scrittura, perché segnò il momento cruciale in cui il femminismo divenne tema centrale delle sue opere. Come ella stessa dichiara in Nothing Sacred: Selected Writings, "In Giappone ho imparato cosa significa essere donna e mi sono radicalizzata". Nel 1988 la raccolta fu pubblicata anche in Canada con il titolo di Artificial Fire, in cui comparivano sia Fuochi d'artificio sia il romanzo Love del 1971. 
Contiene Un souvenir dal Giappone (A Souvenir of Japan), La bella figlia del boia (The Executioner's Beautiful Daughter), Gli amori di Lady Porpora (The Loves of Lady Purple), Il sorriso dell'inverno (The Smile of Winter), Penetrando nel cuore della foresta (Penetrating to the Heart of the Forest), Carne e lo specchio (Flesh and the Mirror), Padrone (Master), Riflessioni  (Reflections) e Elegia per una freelance (Elegy for a Free-Lance).
I contenuti dell'antologia sono stati ristampati anche in Nell'antro dell'alchimista (Burning Your Boats), che ripropone tutti i racconti della Carter.

## Trame

### Un souvenir dal Giappone
Una donna inglese che vive in Giappone racconta i dettagli della storia con un uomo giapponese più giovane di lei. Mentre cerca di comprendere la fragile bellezza del loro rapporto, la donna prende in esame il ruolo sociale della donna, descrivendo il Giappone come un "paese dell'uomo". Questo racconto è, presumibilmente, semi-autobiografico.

### La bella figlia del boia
In un piccolo paese del Giappone l'incesto è un crimine talmente diffuso che l'intera comunità viene rifuggita dagli altri villaggi. Per questo reato è prevista la pena di morte, ma c'è qualcuno che può commetterlo senza subirne le conseguenze: il boia, che uccide il figlio per aver violentato la figlia, ma che commette egli stesso il medesimo crimine.

### Gli amori di Lady Porpora
Un professore asiatico viaggia verso ovest attraverso l'Europa mettendo in scena uno spettacolo di marionette: la tragica storia di Lady Porpora, orfana, assassina dei propri genitori adottivi, prostituta. Con il passare degli anni, l'uomo è diventato via via più fragile, ma il movimento delle marionette si è fatto più fluido. Alla fine la signora diventa reale, nutrendosi del sangue del professore e bruciandone il corpo, che abbandona per cercare un bordello, visto che può essere solo come egli la fece.

### Il sorriso dell'inverno
Una donna inglese trascorre un inverno su di una costa rurale del Giappone. Desiderando rimanere da sola, raggiunge la spiaggia, dove utilizza i vari elementi che la circondano per rappresentare la loro indifferenza alla propria persona.

### Penetrando nel cuore della foresta
Fratello e sorella vivono in un paradisiaco Eden, un luogo definito dalla loro infantile innocenza. Durante la loro crescita, la misteriosa foresta che li circonda li attrae sempre di più, finché, esplorandone le profondità, non trovano un albero carico di frutti belli e maturi. Allorché ne mangiano, si accorgono che le curve dei loro corpi sono cambiate.

### Carne e lo specchio
Di ritorno a Tokyo, una donna cerca invano il suo amante, che non si è recato all'appuntamento con lei. Trovando un altro uomo, ella cerca di ricreare l'intimità perduta nello specchio sul letto di una camera d'albergo.

### Padrone
Un grande cacciatore bianco va nelle Americhe per cacciare i giaguari. Prende una schiava, che chiama "Venerdì", e la violenta. Questa, avvertendo una connessione sovrannaturale con il giaguaro che egli uccide, alla fine spara e uccide il suo "padrone". 

### Riflessioni
Un ragazzo vive un'avventura da Alice nel Paese delle Meraviglie in un bizzarro mondo alla rovescia. Incontra una vecchia signora che in realtà è un'ermafrodita e viene violentato da una ragazza nella foresta prima della fuga finale.

### Elegia per una lavoratrice autonoma
Una rivoluzionaria senza nome descrive la sua vita e quella della sua banda. Mentre si preparano a commettere un atto di terrorismo politico, la donna racconta le loro interazioni con i loro idiosincratici vicini.

## Edizioni
- (EN) Angela Carter, Fireworks: Nine Profane Pieces, Virago Press, 1974.
- Angela Carter, Fuochi d'artificio, collana Gli alianti, traduzione di Sara Caraffini, n. 17, Milano, Marcos y Marcos, 1993, ISBN 88-7168-087-1.
- Angela Carter, Fuochi d'artificio: nove pezzi profani, in Nell'antro dell'alchimista, traduzione di Susanna Basso e Rossella Bernascone, introduzione di Salman Rushdie, I, collana La scala, Milano, Rizzoli, 1997,  pp. 45-154, ISBN 88-17-67079-0.
- Angela Carter, Fuochi d'artificio: nove pezzi profani, in Il vuoto attorno, traduzione di Susanna Basso e Rossella Bernascone, introduzione di Salman Rushdie, collana  Scrittori di tutto il mondo, Milano, Corbaccio, 2005, ISBN 88-7972-586-6.
- Angela Carter, Fuochi d'artificio: nove pezzi profani, in Nell'antro dell'alchimista, traduzione di Susanna Basso e Rossella Bernascone, introduzione di Salman Rushdie, I, collana Le strade, n. 414, Roma, Fazi Editore, 2019,  pp. 53-184, ISBN 978-88-9325-505-9.